# ASD Novese
Associazione Sportiva Dilettantistica Novese, zkráceně jen Novese je italský fotbalový klub hrající v sezóně 2023/24 v 6. italské fotbalové lize (Promozione), sídlící ve městě Novi Ligure v regionu Piemonte.

## Historie
Klub byl založen v březnu 1919 jako Unione Sportiva Novese z iniciativy mladých lidí: Natale Beretta, Agostino Montessoro a Armando Parodi. Ve své druhé sezoně hrál již nejvyšší ligu. Tam se utkal, kvůli roztržce federace s Confederazione Calcistica Italiana s kluby co se rozhodli pro federaci (FIGC). Zde se stal vítězem celé ligy a byl mu tak připsán titul v lize.
Jenže po usmíření FIGC s CCI vznikl jednotná liga a ji klub hrál jen dvě sezony. Sezonu 1924/25 již hrál ve 2. lize. Poté se již do nejvyšší ligy nedostal. Dne 16. listopadu 1926 se klub rozpustil. Nečinnost byla do roku 1938, když se znovu založil spolu klubu s Ilvou s názvem Dopolavoro Company Ilva.
Po válce se klub usadil v regionální lize a v sezonu 1952/53 odehrál již ve 4. lize. Nejlepší sezony od mistrovského titulu odehrál v sezoně 1973/74, když obsadil 16. místo. Další bankrot přišel v roce 2016. Rok byl klub nečinný. Hrála jen mládež a až na sezonu 2017/18 se klub přihlásil do regionální ligy (Terza Categoria). Třikrát po sobě postoupil do vyšší soutěže a nakonec na sezonu 2021/22 hrál v Promozione (6. liga).

## Změny názvu klubu
- 1920/21 – 1925/26 – US Novese (Unione Sportiva Novese)
- 1937/38 – 1947/48 – DA Ilva (Dopolavoro Aziendale Ilva)
- 1948/49 – 1951/52 – US Novese Ilva (Unione Sportiva Novese Ilva)
- 1952/53 – 1972/73 – US Novese (Unione Sportiva Novese)
- 1973/74 – US Gavinovese (Unione Sportiva Gavinovese)
- 1974/75 – 2005/06 – US Novese (Unione Sportiva Novese)
- 2006/07 – 2016/17 – USD Novese (Unione Sportiva Dilettantistica Novese)
- 2017/18 – ASD Novese (Associazione Sportiva Dilettantistica Novese)

## Získané trofeje

### Vyhrané domácí soutěže
- Serie A ( 1x )

1921/22

## Účast v ligách
| Úroveň soutěže | Název soutěže (nynější název) | První hraná sezona | Poslední hraná sezona | celkem odehraných sezon |
| -------------- | ----------------------------- | ------------------ | --------------------- | ----------------------- |
| 1              | Serie A                       | 1921/22            | 1923/24               | 3                       |
| 2              | Serie B                       | 1924/25            | 1925/26               | 2                       |
| 3              | Serie C                       | 1942/43            | 1974/75               | 4                       |
| 4              | Serie D                       | 1929/30            | 2015/16               | 30                      |
| 5              | Eccellenza                    | 1978/79            | 2013/14               | 12                      |